# Sarávati
A Sarávati folyó  teljes egészében az indiai Karnátaka államban ered és végig az államon keresztül folyik.  India kevés nyugati folyásirányú folyójának egyike,  medencéjének nagy része a Nyugati-Ghátokban fekszik. A híres Dzsog-vízesés, amely Szagarától mintegy 24 km-re található, e folyóból ered. Maga a folyó és a körülötte lévő régió gazdag biodiverzitásban, és számos ritka növény- és állatfajnak ad otthont.

## Eredet és domborzat

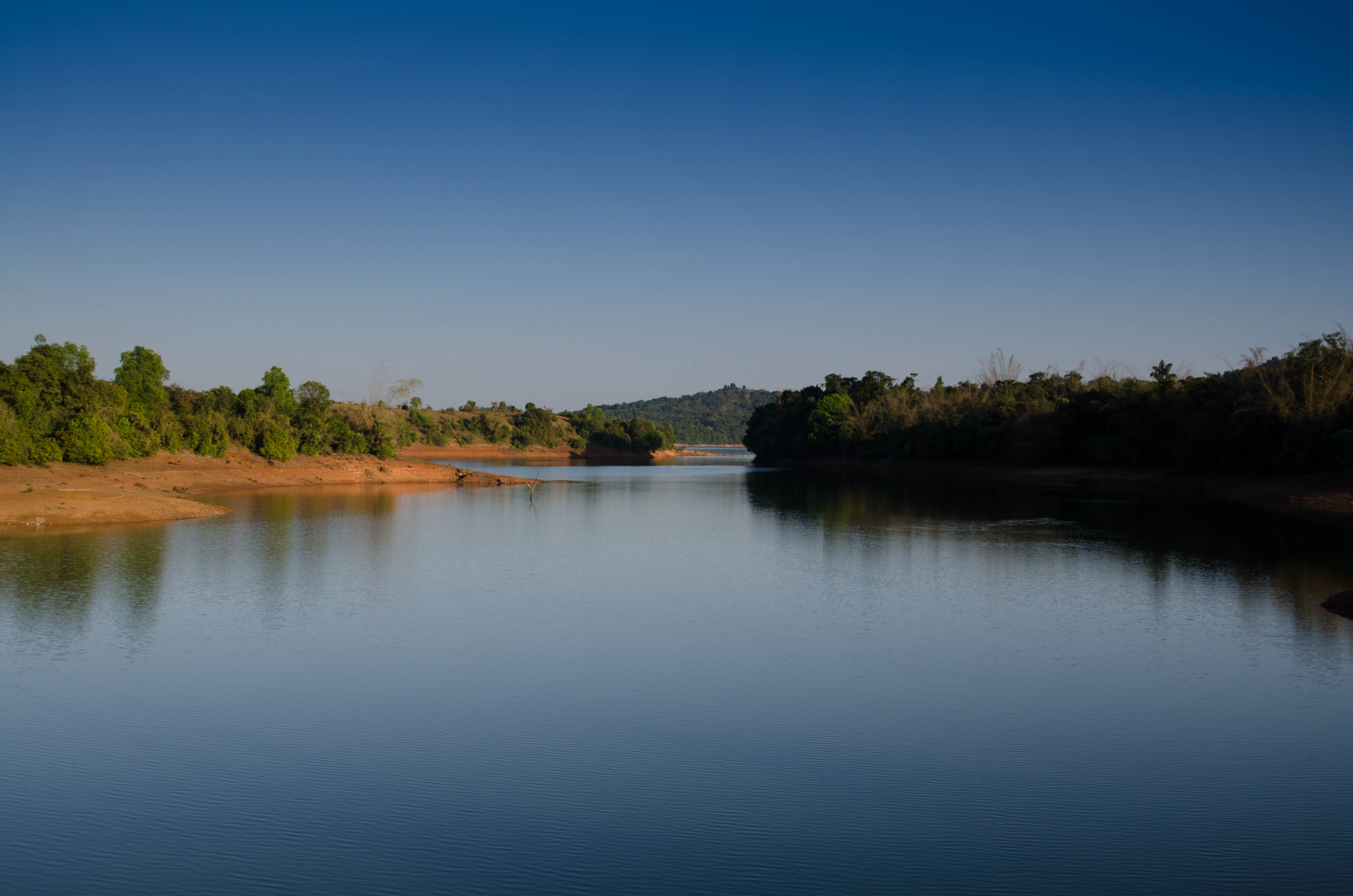
Sarávati folyó

A Sarávati folyó egy Ambuthirta nevű helyen ered a Thirthahalli talukban. Az ősi legenda szerint a Ráma Visnu hetedik Avatárja  azért lőtt a földre az Ambu (fordításban íj és nyíl) segítségével, mert felesége, Szita szomjas volt. Amikor a nyílvesszője eltalálta a földet, víz ömlött ki (Thirtha) és oltotta a szomját. Mivel a folyó a legenda szerint ebből az eseményből ered, a folyó neve "Sarávati", mivel a "Sara" jelentése nyílvessző. adja.
A folyó teljes hossza körülbelül 128 km, és az Arab-tengerbe Honnavar-nál, Uttara Kannada körzetben torkollik. Útközben a Sharavati a Dzsog Falls nevű vízesést alkotja, ahol a folyó 253 m magasról zuhan alá. A folyót Linganamakki-nál duzzasztják; a folyó gát feletti része a folyónál felfelé, a többi része pedig lefelé halad. A folyó főbb mellékfolyói a Nandihole, Haridravathi, Mavinahole, Hilkunji, Yennehole, Hurlihole és Nagodihole. A Sarávati folyó medencéje Karnátaka két kerületébe esik, nevezetesen Uttara Kannada és Simoga. A folyó vízgyűjtője felfelé két taluk, azaz Hosanagar és Sagar területére terjed ki. A teljes vízgyűjtő területe 2985,66 km2, a folyón felfelé 1988,99 km2 és a folyón lefelé 996,67 km2.

## Geológia
A folyómedence főként prekambriumi kőzetekből áll. A Sharavati folyó medencéjében található két fő kőzetcsoport a dharvar rendszer és a félszigeti gneisz.
- A dharvar rendszer: Ez a rendszer olyan metamorf kőzeteket tartalmaz, amelyeket India legősibbjei között tartanak számon. Ezek a kőzetek olyan ősi üledékekből származnak, mint a konglomerátumok, a vasas kvarcitok, Szürkésmárgák, palák és mészkővek. Vasban és mangánban gazdagok.

- Félszigeti gneisz: Ezek kristályos kőzetek, és főként gránit, granodiorit, gránito-gneisz, migmatit alkotja őket.

A Sarávati-medence talajai főként laterites eredetűek, általában savanyúak és vöröses-barnás színűek. Az itt található különböző talajtípusok az agyagos-agyagos, agyagos, agyagos-vázas és agyagos. Négy talajrendszert találunk a folyó vízgyűjtőjén: ultisols, alfisols, inceptisols és entisols.

## Klíma

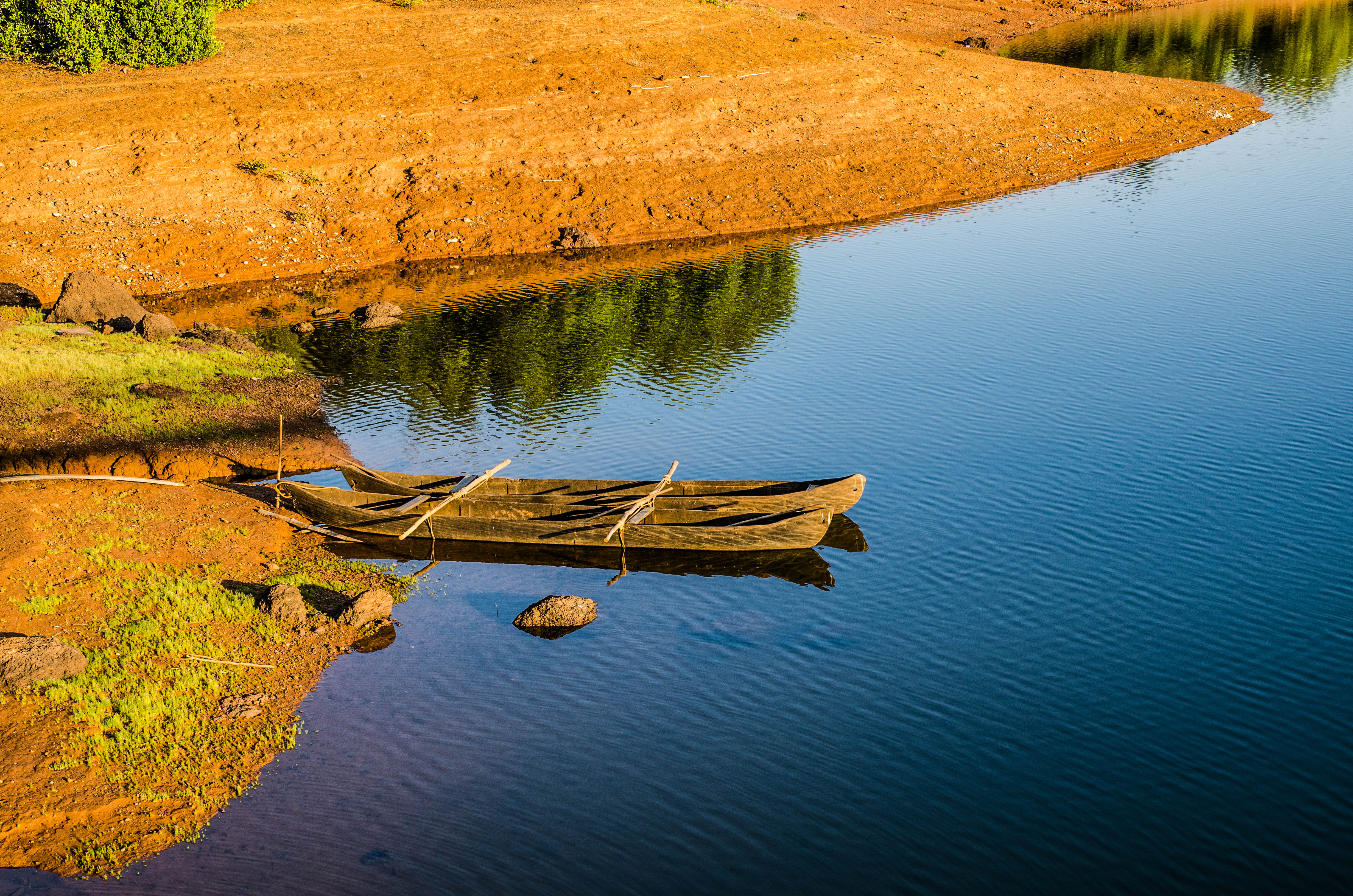
Sarávati folyó

### Az esőzés
Mivel a folyó nagy része a Nyugati Ghátok területén fekszik, a Sarávati folyó medencéje nagy mennyiségű csapadékot kap. Az átlagos éves csapadékmennyiség 6000 mm között mozog a nyugati oldalon és 1700 mm között a medence keleti oldalán. A csapadék mintegy 95%-a június és szeptember között esik (a legcsapadékosabb júliusban), amikor a délnyugati monszun a csúcspontján van. A monszun utáni időszakban is van némi csapadék zivatarok formájában, főként októberben, és a nyári hónapokban, áprilisban és májusban is esik némi eső.

### Hőmérséklet
Április általában a legmelegebb hónap, az átlagos napi maximumhőmérséklet 35,8 °C
és 22,2 °C a napi átlagos minimumhőmérséklet.

### Páratartalom
A reggeli órákban a relatív páratartalom az év legtöbb időszakában meghaladja a 75%-ot. A monszun hónapjaiban a relatív páratartalom a délutáni órákban 60% körüli. A legszárazabb hónapokban (január-március) a relatív páratartalom délutánonként 35% alatt van.

## Fordítás
Ez a szócikk részben vagy egészben  a   Sharavati című angol Wikipédia-szócikk ezen változatának fordításán alapul.  Az eredeti cikk szerkesztőit annak laptörténete sorolja fel. Ez a jelzés csupán a megfogalmazás eredetét és a szerzői jogokat jelzi, nem szolgál a cikkben szereplő információk forrásmegjelöléseként.